# Eseosa Aigbogun
Eseosa Mandy Aigbogun (Zúrich, 23 de mayo de 1993) es una futbolista suiza. Se desempeña como delantera en el AS Roma en la Serie A de Francia y en la selección femenina de Suiza.

## Carrera
Aigbogun comenzó su carrera profesional jugando en el FC Zürich y más tarde en el FC Basilea, ambos equipos de la Superliga Femenina de Suiza. Comenzó a ser parte del plantel de la selección nacional de Suiza en septiembre de 2013.
Aigbogun rechazó una oferta de transferencia del SC Friburgo de la Bundesliga Femenina en 2014.
Eventualmente, se mudó a Alemania en 2016 y firmó con Turbine Potsdam.

## Clubes
| Club                   | País     | Año           |
| ---------------------- | -------- | ------------- |
| FC Zürich              | Suiza    | 2009-2011     |
| FC Basilea             | Suiza    | 2011-2016     |
| 1. FFC Turbine Potsdam | Alemania | 2016-2018     |
| Paris FC               | Francia  | 2018-2023     |
| AS Roma                | Italia   | 2023-presente |